# Václav Mašek (fotbalista)
Václav Mašek (* 21. března 1941) je bývalý český fotbalista, reprezentant Československa, člen stříbrného týmu z mistrovství světa v Chile roku 1962 a člen Klubu ligových kanonýrů.

## Fotbalová kariéra
Byl útočníkem, v československé reprezentaci nastoupil v 16 utkáních a vstřelil pět gólů, z toho jeden i na mistrovství světa v Chile, a to v zápase s Mexikem ve vyřazovací skupině, který vsítil již v šestnácté sekundě hry. Až do roku 2002 šlo o nejrychlejší gól v historii světových šampionátů.
Svou kariéru spojil se Spartou Praha, patří k jedním z nejslavnějších hráčů v její historii, vybojoval s ní dva mistrovské tituly – v letech 1965 a 1967. Dvakrát se se Spartou probojoval do čtvrtfinále Poháru mistrů evropských zemí. V evropských pohárech vstřelil v rudém dresu 13 gólů, což ho řadí na druhé místo historické klubové tabulky za jeho spoluhráče Ivana Mráze (14 gólů). Proslul především pěti góly vstřelenými do sítě RSC Anderlecht ve dvojzápase 2. kola roku 1967. Spolu s Horstem Sieglem je nejčastějším klubovým králem střelců (7 sezón).  V rudém dresu sehrál 667 zápasů a vstřelil 406 gólů.  V československé lize sehrál 302 utkání a vstřelil 121 branek.  V Poháru mistrů evropských zemí nastoupil v 11 utkáních a dal 6 gólů, v Poháru vítězů pohárů nastoupil ve 12 utkáních a dal 6 gólů a v Poháru UEFA nastoupil v 6 utkáních a dal 1 gól. V sezóně 1964–65 byl se 6 góly nejlepším střelcem Poháru vítězů pohárů (spolu se spoluhráčem Ivanem Mrázem a Pierre Kerkhoffsem z Lausanne Sports. Vítěz Československého poháru 1964 a 1972. Ze Sparty odešel do Bráníka.

## Ligová bilance
| Ročník                                   | Zápasy | Góly | Klub                   |
| ---------------------------------------- | ------ | ---- | ---------------------- |
| 1. československá fotbalová liga 1958/59 | 10     | 3    | Spartak Praha Sokolovo |
| 1. československá fotbalová liga 1959/60 | 22     | 11   | Spartak Praha Sokolovo |
| 1. československá fotbalová liga 1960/61 | 25     | 9    | Spartak Praha Sokolovo |
| 1. československá fotbalová liga 1961/62 | 26     | 11   | Spartak Praha Sokolovo |
| 1. československá fotbalová liga 1962/63 | 22     | 6    | Spartak Praha Sokolovo |
| 1. československá fotbalová liga 1963/64 | 23     | 18   | Spartak Praha Sokolovo |
| 1. československá fotbalová liga 1964/65 | 25     | 17   | Sparta Praha           |
| 1. československá fotbalová liga 1965/66 | 21     | 9    | Sparta Praha           |
| 1. československá fotbalová liga 1966/67 | 22     | 14   | Sparta Praha           |
| 1. československá fotbalová liga 1967/68 | 24     | 7    | Sparta Praha           |
| 1. československá fotbalová liga 1968/69 | 19     | 6    | Sparta Praha           |
| 1. československá fotbalová liga 1969/70 | 4      | 0    | Sparta Praha           |
| 1. československá fotbalová liga 1970/71 | 6      | 0    | Sparta Praha           |
| 1. československá fotbalová liga 1970/71 | 7      | 1    | Dukla Praha            |
| 1. československá fotbalová liga 1971/72 | 26     | 7    | Sparta Praha           |
| 1. československá fotbalová liga 1972/73 | 25     | 2    | Sparta Praha           |
| 1. československá fotbalová liga 1973/74 | 5      | 0    | Sparta Praha           |
| CELKEM                                   | 309    | 121  |                        |